# Кастелло Голфорд
Кастелло Ньютон Голфорд (англ. Castello Newton Holford; 7 грудня 1845, Бітаун, Вісконсин, США — 29 травня 1905, Вашингтон, округ Колумбія, США) — американський письменник, відомий як автор роману Аристопія (1895). Це, мабуть, перший справжній альтернативно-історичний роман, написаний англійською мовою, який показує утопічне суспільство, засноване першими поселенцями Вірджинії.

## Життєпис
Народився 7 грудня 1845 року в Бітауні (пізніше Блумінгтон, штат Вісконсин).
1900 року він також написав «Історію округу Грант (штат Вісконсин), яка включає його цивільну, політичну, геологічну, мінералогічну, археологічну та військову історію, а також історію деяких міст».
Разом зі своїм старшим братом Вільямом Г. Голфордом служив у роті D 33-го Вісконсинського добровольчого піхотного полку. Коли його бригада перебувала під Віксбургом, його брат Лайман лежав на полі бою під Геттісбергом (Пенсільванія) з раною на нозі, отриманою в перший день битви. Їхній старший брат, Ганнібал Г. Голфорд, відслужив коротку строкову службу 1-им лейтенантом у підрозділі «Шпигуни й провідники Сімпсона» в Нью-Мексико. Усі четверо братів пережили громадянську війну. Ганнібала звільнено через ревматизм, Лаймана звільнено 1864 року через поранення, отримані в Геттісберзі, а Вільяма та Кастелло звільнено з підрозділу 1865 року.
Помер 29 травня 1905 року у Вашингтонській психіатричній лікарні (Вашингтон, округ Колумбія). Похований на Арлінгтонському національному кладовищі.